# Zoltan
Zoltán (sau Zulta; n. cca. 869 - d. ?) a fost un „duce” (prinț) al ungurilor din 907 până în 948. A fost al patrulea fiu al lui Árpád. S-a însurat cu fiica lui Menumorut.
În urma atacurilor concertate ale bulgarilor și pecenegilor, în anul 896 ungurii (printre ei, Zoltan, bunicul său, Almus, și cu tatăl său, Árpád) sunt alungați din Etelköz refugiindu-se spre vest, pe Valea Tisei mijlocii. De aici în 899 au lansat atacuri de pradă în Italia, iar în perioada 911-933 în Spania, Franța, Italia profitând de armistițiul cu Henric I al Germaniei. 
În 920 și-a condus oștenii în Italia, unde, asistat de locotenenții săi Bogát (tatăl lui Bulcsú/Bulciu) și Durșák, au cotropit și devastat Aquileia și Pavia. Ceva mai târziu, Berengar I, margraful de Friuli, devenit rege al Italiei, a fost nevoit să cumpere pacea acceptând condiții și înțelegeri umilitoare.
În 922, ungurii, călăuziți de Zoltan, l-au înfrânt pe Henric I al Germaniei la Wurzen, în Saxonia, unde acesta se refugiase. În Franța a ajuns până la Reims și la Châlons, iar în Italia a ajuns până la porțile regatului Neapole. În 933 Henric I al Germaniei stopează temporar seria victoriilor lui Zoltan.